# Манакин, Михаил Михайлович
Михаил Михайлович Манакин (1862 — 1932) — русский военачальник, генерал-лейтенант. Участник похода в Китай 1900—1901 годов и Гражданской войны в России.

## Биография
Образование получил во 2-й Санкт-Петербургской военной гимназии. В службу вступил 31 августа 1880 года. В 1882 году окончил военное 1-е Павловское училище, 7 августа 1882 года выпущен прапорщиком в лейб-гвардии Литовский полк. С 30 августа 1884 года подпоручик. С 7 августа 1886 года поручик.
В 1893 году окончил Николаевскую академию Генерального штаба по 1-му разряду. 20 мая 1893 года из штабс-капитана гвардии переименован в капитаны Генштаба. Состоял при Виленском ВО.
С 26 ноября 1893 года по 20 мая 1895 года — старший адъютант штаба 30-й пехотной дивизии. С 4 августа по ноябрь 1895 года — помощник старшего адъютанта штаба Приамурского ВО. 10 ноября 1895 по 28 августа 1898 года — старший адъютант штаба войск Забайкальской области. 6 декабря 1897 года произведён в чин подполковника.
Участник китайской кампании 1900—1901 годов. С 1 августа 1900 года по 3 мая 1901 года — штаб-офицер при управлении 6-й Восточно-Сибирской стрелковой бригады; с 3 мая 1901 года по 11 апреля 1902 года состоял в распоряжении Командующего войсками Приамурского ВО. 6 декабря 1901 года произведён в полковники.
С 11 апреля 1902 года по 25 мая 1903 года штаб-офицер при управлении 5-й Восточно-Сибирской стрелковой бригады; с 25 мая 1903 года по 17 декабря 1903 года штаб-офицер при управлении 4-й Восточно-Сибирской стрелковой бригады; с 17 декабря 1903 года по 27 июня 1906 года состоял в распоряжении начальника Главного Штаба; с 27 июня 1906 года по 23 февраля 1907 года состоял в прикомандировании к ГУГШ. 13 апреля 1908 года произведён в чин генерал-майора.
С 23 февраля 1907 года по 2 июля 1910 года на гражданской службе, статским советником состоял консулом в Цицикаре (Китай).
2 — 3 июля 1910 года состоял в распоряжении Начальника Генерального Штаба; с 3 июля 1910 года по 28 февраля 1911 года командир 1-й бригады 10-й Сибирской стрелковой дивизии; с 28 февраля 1911 года по 3 января 1914 года военный губернатор Приморской области и наказной атаман Уссурийского казачьего войска. 3 января 1914 года назначен на должность начальника Азиатской части Главного штаба. 6 апреля 1914 года произведён в чин генерал-лейтенанта. 17 мая 1917 года уволен от службы с мундиром и пенсией.
Во время Гражданской войны — в белых войсках Восточного фронта. 25 июля 1919 года зачислен в резерв офицеров Генерального штаба при Управлении 1-го генерал-квартирмейстера Ставки А. В. Колчака и впредь до прибытия объявлен «в ожидании».
В эмиграции  большей частью проживал в США. Член Общества ветеранов Великой войны в Сан-Франциско. Вестник Общества ветеранов Великой войны в Сан-Франциско. Умер 17 июня 1932 года в Загребе.

## Награды
- орден Св. Станислава 3-й степени (1897)
- орден Св. Владимира 4-й степени с мечами и бантом (01.05.1901)
- орден Св. Анны 3-й степени с мечами и бантом (02.05.1901)
- орден Св. Станислава 2-й степени с мечами (14.10.1903)
- орден Св. Владимира 3-й степени (28.03.1908)
- орден Св. Станислава 1-й степени (06.12.1912)
- орден Св. Анны 2-й степени (06.05.1914)
- орден Св. Анны 1-й степени (22.03.1915) или 17.05.1917
- орден Св. Владимира 2-й степени (25.07.1916)